# ヴィクトル・グルシュコフ
ヴィクトル・ミハイロヴィチ・グルシュコフ（Віктор Михайлович Глушков, ラテン文字転写: Viktor Mykhailovych Hlushkov, 1923年8月24日 – 1982年1月30日）は、ソビエト連邦およびウクライナの数学者、サイバネティクス研究者、コンピュータ科学者。グルシュコフ記念サイバネティクス研究所の創設者であり、ソビエト連邦のコンピュータ技術と自動化システムの先駆者。エнциклопディア・キベルネティキ（1973年）の編集を主導し、サイバネティクスの理論と応用を発展させた。ウクライナ国立科学アカデミー副会長（1962年–1982年）、ソビエト連邦科学アカデミー正会員（1964年）、社会主義労働英雄（1969年）。ソビエト連邦最高会議代議員（第8–10期）およびウクライナ共産党中央委員会委員を務めた。

## 経歴
グルシュコフは、1923年8月24日、ロストフ・ナ・ドヌ（ロシア・ソビエト連邦社会主義共和国）の公務員家庭に生まれた。父親はウクライナのスタニツァ・ルハンシカ出身、母親はカメンスク＝シャフチンスキー出身。1941年、シャフティの第一中学校を金メダルで卒業。独ソ戦開始時には防衛工事に従事し、1943年からシャフティの炭鉱管理部門で技術管理責任者として勤務。
高等教育はノヴォチェルカッスク工科大学（1943年–1948年）とロストフ国立大学（1947年–1948年）で数学を学び、1948年に卒業。1948年から1954年までウラル林業技術大学で助教、講師、准教授、理論力学科長を務め、並行して研究活動を行った。1951年に候補科学学位（Ph.D.相当）、1955年にモスクワ国立大学で博士号を取得。
1956年、ボリス・グネデンコの招聘によりウクライナ国立科学アカデミー数学研究所の計算技術研究室長に就任。同研究室はセルゲイ・レベデフがソビエト初のコンピュータ「MESM」を開発した拠点であった。1957年に科学院計算センター所長、1958年にウクライナ国立科学アカデミー通信会員（代数専攻）、1961年に正会員、1962年に副会長に選出。1962年、計算センターを基盤にV.M.グルシュコフ記念サイバネティクス研究所を設立し、1982年まで所長を務めた。研究所はキーウ郊外に「キブツェントル」を建設し、数千人規模に成長。共産党員（1958年入党）としても活動。
グルシュコフはタラス・シェフチェンコ記念キーウ国立大学にソビエト初のサイバネティクス学部を1969年に設立し、サイバネティクスの普及に尽力。経済の自動化を推進し、エレクトロン工場やアルセナル工場で自動化システムを導入。1973年には世界初の『エнциклопディア・キベルネティキ』（ウクライナ語版）を編集。
健康問題は1980年から顕在化し、頭痛、咳、心臓不整脈を訴えた。1981年秋、キーウのフェオファニア臨床病院に入院し、骨軟骨症や脳血管のウイルス感染が疑われたが診断は確定せず。同年10月、モスクワの中央クリムリン病院に移送。1982年1月7日、ドイツの神経外科医クラウス＝ヨアヒム・ツュルヒが延髄腫瘍を診断したが、既に進行性で治療不能だった。1982年1月30日、モスクワで死去。遺体はキーウのバイコヴェ墓地（区画1）に埋葬された。

## 科学的貢献
グルシュコフは、サイバネティクス、数学、コンピュータ科学の分野で先駆的業績を残した。以下は主要な貢献：

### サイバネティクスと自動化
- サイバネティクスを総合的学問として定義し、人間と機械の効率的相互作用を研究。「眼と手」「読む自動機」「自己組織化構造」を提案し、人工知能の基礎を築いた。
- V.M.グルシュコフ記念サイバネティクス研究所で、自動化システム「リヴィウ」「ガルヴァニク」を開発し、エレクトロンやアルセナルで運用。
- 1969年にキーウ大学にソビエト初のサイバネティクス学部を設立。1973年に世界初の『エнциклопディア・キベルネティキ』（ウクライナ語版、2巻）を編集。

### コンピュータ技術
- 半導体ベースの汎用制御コンピュータ「ドニプロ」（1961年）を開発。エレクトロンマシュ工場で量産し、10年以上にわたり産業で使用。
- 工学計算向けコンピュータ「プロミン」（1963年）、「ミール-1」（1966年）、「ミール-2」（1969年）を開発。段階的マイクロプログラム制御を導入し、パーソナルコンピュータの先駆けとなった。
- 非フォン・ノイマン型アーキテクチャの「ウクライナ」を提案（未実現）。マクロパイプラインアーキテクチャを開発し、ES-2701（1984年）、ES-1766（1987年）で10億ops/sの性能を実現。

### 数学と理論
1. 代数構造の研究で、ヒルベルトの第五問題の一般化を解決。局所ニルポテント群や局所コンパクト群の理論を発展させ、トポロジカル代数を推進。
2. デジタルオートマトンの理論を構築し、スティーヴン・クリーニやエドワード・F・ムーアの成果を独自に導出。コンピュータの回路合成に応用。
3. アルゴリズム代数と正則事象代数を確立し、構造化プログラミングの基礎を構築。マイクロプログラム制御の原理を提唱。

1. 1.     1. 全国自動化システム
2. 1962年、全国自動化システム（OGAS）を提案。100の主要センターと1万以上の地域センターで経済情報をリアルタイム処理する計画だったが、政府の支持不足で未実現。
3. OGASは経済管理の情報基盤を目指し、現代の情報産業に類似。15年間で1000億ルーブルの利益を予測したが、政治的抵抗により頓挫。

## 家族
- 父：ミハイル・イヴァノヴィチ・グルシュコフ（ウクライナスタニツァ・ルハンシカ出身、カテリノスラフ鉱業大学卒、鉱山技師）[3]。
- 母：ヴェーラ・ヨシフォヴナ・ボソヴァ（カメンスク＝シャフチンスキー出身、貯蓄銀行勤務、シャフティ市議会議員、独ソ戦中に地下活動で処刑）[4]。
- 妻：ヴァレンティナ・ミハイロヴナ（旧姓パプコヴァ、1923年–2003年）、キーウ国立食品技術大学で教員[4]。
- 娘：オルガ・キトヴァ（物理数学博士、経済学博士、プレハノフロシア経済大学教授）。
- 娘：ヴェーラ・グルシュコヴァ（1958年–2023年、物理数学博士、V.M.グルシュコフ記念サイバネティクス研究所上級研究員、『キベルトニア』誌編集長）[5]。

## 弟子
グルシュコフは多くの研究者を育成し、ウクライナのサイバネティクス研究を牽引した。著名な弟子には以下が含まれる：
- ナウム・ショル：非微分可能最適化と楕円体法の開発者。「キエフの箒」をヴォロディミル・ミハレヴィチと共同開発し、ソビエト連邦のインフラ設計に応用。ウクライナ国立科学アカデミー正会員（1997年）[6]。

## 受賞歴
- レーニン賞（1964年、オートマトン理論）
- ソビエト連邦国家賞（1968年、ミール-1の開発；1977年、コンピュータ設計の自動化）
- ウクライナ国家科学技術賞（1970年、自動化システム；1981年、データ処理システム）
- 社会主義労働英雄（1969年）
- レーニン勲章（1967年、1975年）
- 十月革命勲章（1973年）
- 東ドイツ国家勲章（1976年）
- ウクライナSSR功労科学者（1978年）
- S.O.レベデフ賞（1979年、高速コンピュータ）
- M.M.クリロフ賞（1967年、1980年、理論サイバネティクスと最適化）
- ソビエト連邦閣僚会議賞（1981年）
- IEEEコンピュータ学会パイオニア賞（1997年、遺族受領）

グルシュコフはブルガリア科学アカデミー（1974年）、東ドイツ科学アカデミー（1975年）、ポーランド科学アカデミー（1977年）の外国人会員に選出された。

## 著作
- 『デジタルオートマトンの合成』（1962年）
- 『サイバネティクス入門』（1964年）
- 『自動制御システム入門』（1972年）
- 『代数、言語、プログラミング』（共著、1974年）
- 『コンピュータ設計の自動化』（共著、1975年）
- 『ペーパーレス情報学の基礎』（1982年、改訂版1987年）

## 評価と遺産
グルシュコフは国際情報処理連盟（IFIP）や国際自動制御連盟（IFAC）のプログラム委員を務め、ブルガリア、東ドイツ、チェコスロバキア、国連の顧問として活動。国際応用システム分析研究所（IIASA）の研究テーマ形成に貢献。米国、英国、フランスなどで講演を行った。
彼の『ペーパーレス情報学の基礎』（1982年）では、「テレマティクス」と電子ノート（現代のタブレットコンピュータに相当）を予見し、情報社会の到来を予測した。
同時代人のイヴァン・セルヒエンコは、グルシュコフのウクライナ文化への愛（特に歌曲「二つの色」）を称賛し、彼のウクライナ系ルーツを強調した。

## 記念
- キーウ、ヴォロディミル、ルハーンシク、ヘルソンに「グルシュコフ通り」が存在。
- ウクライナ国立科学アカデミーはグルシュコフ賞を設立。
- キーウのヤロスリヴ・ヴァル15a番地とキーウ大学サイバネティクス学部に記念銘板が設置。